# Paolo Pilotto
Paolo Pilotto (Verona, 13 giugno 1960) è un politico italiano, sindaco di Monza dal 28 giugno 2022.

## Biografia
Paolo Pilotto è nato il 13 giugno 1960 a Verona.
Dopo il diploma al Liceo classico Bartolomeo Zucchi di Monza, si è laureato in Lettere all'Università Cattolica del Sacro Cuore di Milano.
Ha svolto la professione di insegnante di Religione presso il Liceo classico e musicale statale Bartolomeo Zucchi di Monza, dove ha ricoperto anche il ruolo di vicepreside.
È sposato e ha due figli.

### Carriera politica

#### Consigliere comunale
Iscritto alla Democrazia Cristiana, viene eletto consigliere comunale a Monza alle elezioni amministrative del 1992; in questo quinquennio, a causa della caduta del sindaco, nel 1995 diviene assessore alla pubblica istruzione e alle biblioteche fino al termine della legislatura. Nelle successive amministrative del 1997 viene rieletto al consiglio comunale, unico della lista PPI-PRI, nelle file della minoranza. Nel 2002, con l'elezione del candidato sindaco della coalizione del centro-sinistra allargata nel secondo turno alla lista civica Insieme per Monza, viene nominato assessore all'educazione, all'organizzazione del personale, alla statistica e ai sistemi informativi del Comune di Monza sino al 2007.
Proseguirà la sua attività di consigliere comunale dal 2007 al 2009 in minoranza nella lista l'Ulivo per Faglia, prima di essere eletto come consigliere provinciale della nuova Provincia di Monza e della Brianza nel 2009. Dopo una pausa di tre anni, ritorna nel 2017, in minoranza, in consiglio comunale (di cui sarà vicepresidente) in quota Partito Democratico, gruppo del quale sarà il capogruppo dal novembre 2021.

#### Sindaco di Monza
Paolo Pilotto si candida a sindaco di Monza alle elezioni amministrative in Italia del 2022 come esponente del centro-sinistra, sostenuto da una coalizione composta da Partito Democratico,  LabMonza (lista civica sostenuta da Sinistra Italiana e Articolo Uno), Europa Verde, Possibile, Italia Viva, Azione e la lista civica "MonzAttiva".
Al primo turno, tenutosi il 12 giugno 2022, ottiene il 39,11% dei voti, accedendo al ballottaggio contro il sindaco uscente Dario Allevi, sostenuto dal centro-destra, che raccoglie il 47,12%.
Il 26 giugno 2022, al secondo turno, viene eletto sindaco con il 51,21% dei voti. L'insediamento ufficiale avviene il 28 giugno successivo.
Durante il primo anno di mandato, Pilotto svolge oltre 550 incontri con cittadini, comitati, associazioni e istituzioni nei diversi quartieri della città.
Nel settembre 2022, l'amministrazione annuncia un aumento di circa 40 posti negli asili nido comunali e l'impiego di 350.000 euro per nuove assunzioni. Sono previsti ulteriori 30 posti per l'anno scolastico successivo.
Nel 2023 partono i lavori di restauro dell'ala sud della Villa Reale di Monza, cofinanziati con 4 milioni di euro dalla Regione Lombardia e 4 milioni dal Comune. È stato necessario un ulteriore stanziamento di 800.000 euro per l'adeguamento normativo degli impianti.
Nello stesso anno viene presentato il progetto per una nuova biblioteca civica di 1.000 m² nel quartiere Cederna.
Nel 2024 viene avviato un piano di contrasto all'emergenza abitativa che prevede la ristrutturazione di 152 alloggi comunali e ALER. Il piano include anche l'adeguamento di immobili in via Vespucci e via Nievo e la realizzazione di residenze temporanee per studenti e lavoratori.